# Równica-Kamm

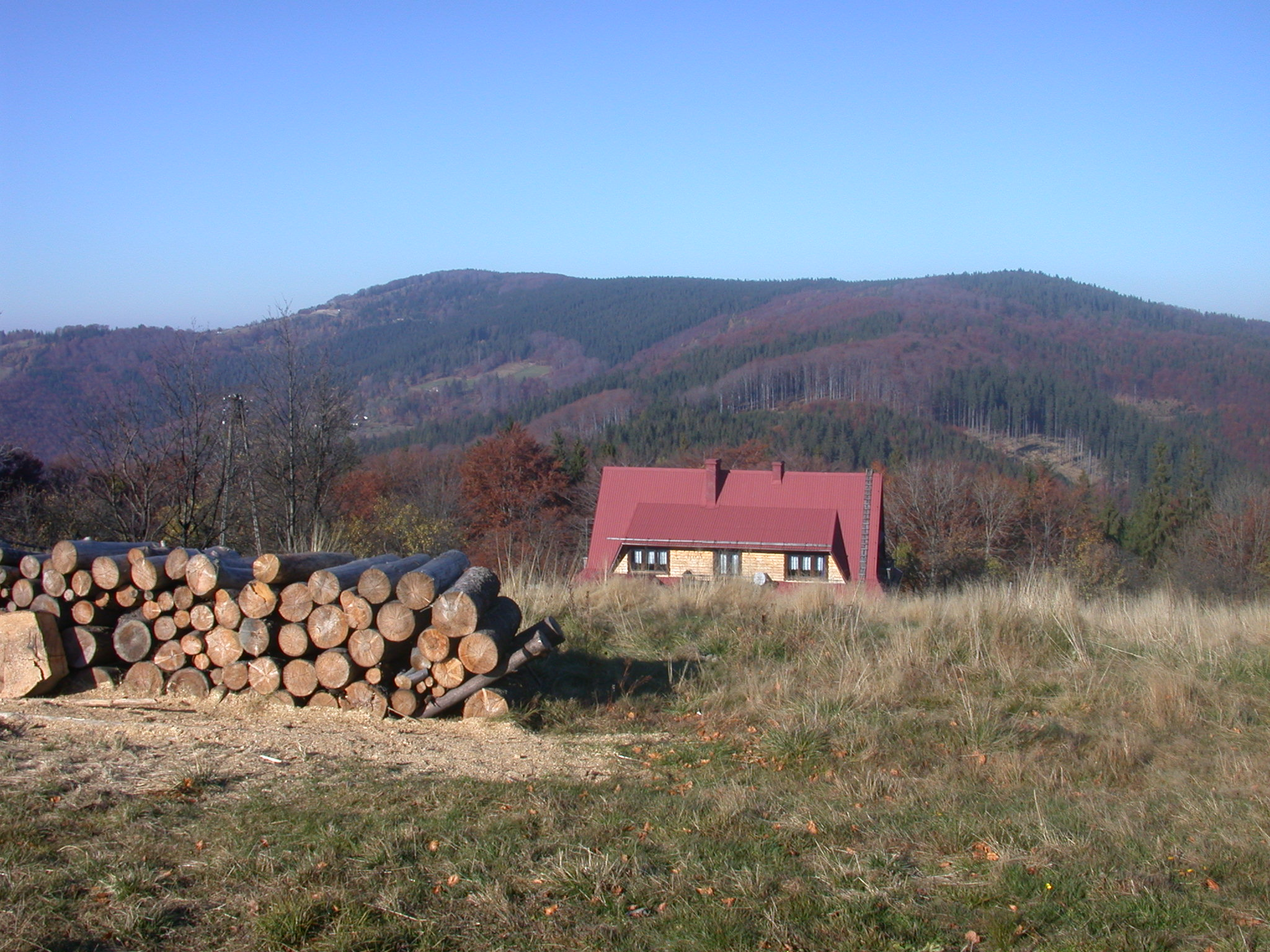
Der nördliche Teil des Kamms von der Orłowa

Równica-Kamm (polnisch: Pasmo Równicy) ist einer der Bergrücken im polnischen Teil der Schlesischen Beskiden.

## Geografie
Der Kamm befindet sich zwischen den Tälern der Gebirgsflüsse der Brennica und der oberen Weichsel. Über den Kamm verläuft die Grenze zwischen den Gemeinden Ustroń und Brenna. Zu den bis zu ca. 900 m über NN hohen Gipfeln gehören die Równica (884 m), Smerekowiec (835 m), Gościejów (818 m), Orłowa (813 m), Trzy Kopce Wiślańskie (810 m), Jawierzny (799 m) – wo der Kamm auf den Barania-Kamm trifft, Kamienny (790 m),  Obora (790 m), Tokarnia (712 m), Lipowski Groń (743 m), Żar (688 m), Palenica (672 m) und Skalica (487 m).
Der Kamm ist stark bewaldet. Ursprünglich dominierten Mischwälder mit Buchen und Tannen, derzeit trifft man vor allem auf Buchen und Fichten. Auf den Kamm führen markierte Wanderwege von Ustroń und Brenna.